# Estación Curuzú Cuatiá
Curuzú Cuatiá es una estación de ferrocarril ubicada en la ciudad homónima del departamento homónimo en la provincia de Corrientes, República Argentina. 
Se encuentra precedida por el Desvío Km 405 y forma parte del ramal de Monte Caseros a Corrientes.
La construcción del ramal a la ciudad de Corrientes desde Monte Caseros del Ferrocarril Nordeste Argentino llegó a Curuzú Cuatiá en 1889, siendo librado al servicio el tramo de 65 km entre Monte Caseros y Curuzú Cuatiá por decreto del 18 de junio de 1890, incluyendo la estación Curuzú Cuatiá (hoy conocida como la Vieja Estación). Otro decreto del 13 de febrero de 1891 autorizó librar al servicio el tramo entre Curuzú Cuatiá y Mercedes desde el 15 de febrero (efectivizada el 18 de febrero).
La totalidad del ramal de Puerto Diamante a Curuzú Cuatiá de las Líneas del Este de los Ferrocarriles del Estado fue habilitado al tráfico el 20 de septiembre de 1920 luego de que el Primer Batallón de Ferrocarrileros del Ejército Argentino finalizara su construcción, quedando habilitada la nueva estación Curuzú Cuatiá y empalmando con la línea del Ferrocarril Nordeste Argentino.
A partir de 1 de enero de 1949 fue creado el Ferrocarril General Urquiza y la estación del Ferrocarril Nordeste Argentino fue abandonada en Curuzú Cuatiá.
Los trenes n.º 603-604 El Correntino prestaban un servicio diario entre la Estación Federico Lacroze y la ciudad de Corrientes acoplado a El Gran Capitán hasta Monte Caseros. La última formación con este nombre corrió el 1 de agosto de 1992 y fue renombrado Paso de la Patria -trenes n.º 613-614- acoplados a El Misionero hasta su cierre el 10 de marzo de 1993. Esporádicamente la línea desde Monte Caseros hasta canteras de piedras cercanas a Curuzú Cuatiá continúa habilitada.
Los trenes n.º 6623-6624 de carga con coche de pasajeros circularon entre Federal y Curuzú Cuatiá hasta su cierre en la década de 1990. Los trenes de carga desde Curuzú Cuatiá por el ramal a Puerto Diamante circularon esporádicamente hasta septiembre de 2006, quedando desde entonces abandonado el ramal. 